# پنکوویتسه
پنکوویتسه (به لهستانی:  Pękowice) یک روستا در لهستان است که در گمینا ژلونکی واقع شده‌است. پنکوویتسه ۵۳۳ نفر جمعیت دارد.